# Bill Craig
Bill Craig, William Norval Craig (Culver City, Kalifornia, 1945. január 16. – Newport Beach, Kalifornia, 2017. január 1.) olimpiai bajnok amerikai úszó.

## Pályafutása
Az 1964-es tokiói olimpián 4 × 100 m vegyes váltóban aranyérmet nyert. Thompson Mann hátúszásban, Craig mellúszásban, Frederick Schmidt pillangóban és Steve Clark gyorsúszásban volt a győztes váltó tagja. A versenyt 3:58,4-es világcsúccsal nyerték meg.

## Sikerei, díjai
4 × 100 m vegyes váltó
- Olimpiai játékok
  - aranyérmes: 1964, Tokió
- Pánamerikai játékok
  - aranyérmes: 1963, São Paulo